# Kriechbaumhof
Le Kriechbaumhof est un chalet en bois du XVIIè siècle construit dans le style d'une ferme alpine situé à Munich dans le quartier de Haidhausen (71 Preysingstraße). En raison de sa vétusté, le chalet a dû céder la place à son emplacement historique sur la Wolfgangstraße en 1976. Le bâtiment a été démonté et les pièces individuelles stockées. En 1985, il a été reconstruit avec de nombreux éléments d'origine.
L'édifice est inscrit comme monument architectural protégé dans la liste bavaroise des monuments.
Le propriétaire du nouveau bâtiment est la Société de Munich pour la rénovation urbaine. Les coûts de construction étaient de 1,1 million de Deutsche Marks.

## Usage
C'était initialement une auberge pendant de nombreux siècles et elle a été habitée jusqu'aux années 1970. Aujourd'hui, le bâtiment est utilisé comme club-house de l'association de district de Munich des Jeunes du Club alpin allemand (JDAV).

## Liens web
- Site officiel